# Il mio cuore riposa/Tutte
Il mio cuore riposa/Tutte è il primo 45 giri di Bob Nero, pseudonimo di Umberto Balsamo, pubblicato nel 1968 per l'etichetta discografica Ri-Fi.

## Tracce
1. Il mio cuore riposa
2. Tutte